# Yarn (패키지 관리자)
Yarn(얀)은 Node.js 자바스크립트 런타임 환경을 위해 페이스북이 2016년 개발한 소프트웨어 패키지 시스템이다. npm 패키지 관리자의 대안으로서 Yarn은 페이스북, Exponent(현재의 Expo.dev), 구글, Tilde(Ember.js 후원 기업)의 협업으로 대형 코드의 일관성, 보안, 성능 문제를 해결하고자 개발되었다.

## npm과의 비교
- Yarn은 로컬 캐시로부터 패키지를 설치할 수 있다.
- Yarn은 패키지 버전을 강력하게 바인딩한다.
- Yarn은 데이터 무결성 보장을 위해 체크섬을 사용하는 반면 npm은 SHA-512를 사용하여 다운로드된 패키지의 데이터 무결성을 검사한다.
- Yarn은 병렬로 패키지를 설치하는 반면 npm은 한 번에 하나의 패키지를 설치한다.

## 같이 보기
- Npm (소프트웨어)
- Node.js

## 내용주
1. ↑  페이스북(현.메타)가 개발한 것으로 알려져 있고 이것을 처음 만든 개발자도 페이스북 직원이었지만, 리액트 등과 달리 메타가 관리하는 프로젝트가 아니다.[1]